# Pänz
Pänz ist ein meist pluralisch verwendetes Wort für Kinder im Rheinland, Hunsrück und im zentralen Ruhrgebiet. Der Ausdruck ist weit verbreitet und kommt nach dem Deutschen Wörterbuch der Brüder Grimm im Gebiet Köln auch singulär vor: „der Panz“ oder „das Panz“ steht für „das Kind“. Im rheinfränkischen Sprachraum innerhalb des Saarlandes wird das Wort auch als Pänsje (Diminutiv Singular) oder Pänsjer (Diminutiv Plural) gebraucht.

## Wortherkunft
Der Ursprung ist lateinisch pantex, Wanst, als (dicker) Bauch, wie in Pansen oder Penz. Panz bedeutet zunächst „Pansen“ oder „Bauch“ (vor allem ein wohlgenährter). Die Verwendung als Kutteln, einem früher sehr billigen Nahrungsmittel, ist unter anderem bei Kaldaunenschlucker abwertend belegt. Im übertragenen Sinne bezeichnet man mit Panz einen dicken Menschen oder ein Kind. In der Vergangenheit hatte das Wort einen negativen Beiklang als „Kinder, die auf Essen gierig sind“, „Kinder, die schlecht erzogen u. deshalb unleidlich sind“; nur in derber Sprache nutzte man es als Ausdruck für Kinder überhaupt. Heute ist dieser negative Unterton verschwunden.
Der singularisch verwandte Penz wird aufgrund des Bezugs zu Penning (nhd. Pfennig) für kleine Münze (Geld), kleines Stück, oder Pinn im Düsseldorfer Rheinisch für kleine Jungen verwendet.

## Verwendung
Das Wort Pänz ist in die Umgangssprache im Rheinland eingegangen und wird in der dortigen Presse und von Institutionen und Vereinen allgemein verwendet.
Die Neusser Heimatfreunde haben ihren Schüler-Mundartwettbewerb Pänz opp Platt genannt. Die Kreissparkasse Köln hat eine „Stiftung Kreissparkasse für uns Pänz“ zur Förderung von Kindern eingerichtet. Die Internetseite des Kölnischen Stadtmuseums für Kinder trägt den Titel „Kölnisches Stadtmuseum für Pänz“. Ein Nachwuchsprojekt für Büttenredner und Sänger im Düsseldorfer Karneval heißt „Pänz en de Bütt“.
Alexander von Chiari änderte das von ihm ersonnene Motto für den Kölner Rosenmontagszug 2005, „Kölle un die Kids der Welt, fiere nit nur Fasteleer“, nach Protesten im Motto in „Kölle un die Pänz der Welt“, so dass für das englische Wort „Kids“, das ripuarische Wort „Pänz“ verwendet wurde. Dafür erhielt er 2004 den Lehrer-Welsch-Sprachpreis.